# 王永耀
王永耀（1958年—），男，汉族，河南温县人，生于甘肃兰州，中华人民共和国政治人物，中国共产党党员。中央党校函授学院经济管理专业毕业。

## 生平
2012年8月，调任中共石嘴山市委副书记、市长。2016年11月，不再担任石嘴山市市长。
2013年，当选第十二届全国人民代表大会宁夏地区代表。